# مغاير
المتغاير هو شيء يتكون من أجزاء مختلفة؛ المتضاد من متماثل. الأمثلة هي:

## مادة الأحياء
- الخلايا العصبية الشوكية التي تمر إلى الجانب الآخر من الحبل الشوكي.[1]
- مركب بروتيني يحتوي على اثنين أو أكثر من عديد الببتيدات المختلفة.[2]

## علم الأدوية
- تتكون القنوات الأيونية ذات البوابات الترابطية مثل مستقبلات الأسيتيل كولين النيكوتين ومستقبلات غابا-أ من خمس وحدات فرعية مرتبة حول مسام مركزي يفتح للسماح للأيونات بالمرور. هناك العديد من الوحدات الفرعية المختلفة المتاحة التي يمكن أن تتجمع في مجموعة متنوعة من التوليفات لتشكيل أنواع فرعية مختلفة من القناة الأيونية.[3][4][5] في بعض الأحيان، يمكن إنشاء القناة من نوع واحد فقط من الوحدات الفرعية، مثل مستقبلات النيكوتين ألفا7، والتي تتكون من خمس وحدات فرعية ألفا7، وكذلك متجانسة بدلاً من مغايرة، ولكن بشكل أكثر شيوعًا، ستجتمع عدة أنواع مختلفة من الوحدات الفرعية معًا لتشكيل معقد غير متجانس (على سبيل المثال، مستقبلات النيكوتين ألفا4 بيتا2، والتي تتكون من وحدتين فرعيتين ألفا4 وثلاث وحدات فرعية 2). نظرًا لأن الأنواع الفرعية للقنوات الأيونية المختلفة يُعبَّر عنها بدرجات مختلفة في أنسجة مختلفة، فإن هذا يسمح بالتعديل الإنتقائي لنقل الأيونات ويعني أن ناقلًا عصبيًا واحدًا يمكن أن ينتج تأثيرات متفاوتة إعتمادًا على مكان إطلاقه في الجسم.[6][7][8]
- تتكون المستقبلات المقترنة بالبروتين ج من سبعة أجزاء حلزونية ألفا ممتدة بالغشاء والتي عادة ما تكون مرتبطة ببعضها البعض في سلسلة مطوية واحدة لتشكيل مجمع المستقبلات. ومع ذلك، فقد أظهر البحث أن عددًا من جي بي سي آرس قادر أيضًا على تكوين متغايرات من مزيج من وحدتين أو أكثر من الوحدات الفرعية جي بي سي آر الفردية في ظل بعض الظروف، خاصةً عندما يُعبَّر عن العديد من جي بي سي آرالمختلفة بكثافة في نفس الخلية العصبية. قد تكون هذه المتغايرات بين مستقبلات من نفس العائلة (على سبيل المثال، مغاير الأدينوزين A1/A 2A[9][10] والدوبامين[11] وD1/D3 مغاير[12]) أو بينهما تمامًا مستقبلات غير ذات صلة مثل CB1/A 2A،[13] مغاير الجلوتامات أم جي أل يو آر5/ الأدينوزين هيتيروميرزA2A،[14] هيتيروميرز CB/دوبامين دي2 هيتيروميرز،[15] وحتى CB1/A 2A/D2 متغاير حيث ثلاثة تجمعت مستقبلات مختلفة معًا لتشكيل متغاير.[16][17] عادةً ما تُظهر خصائص إرتباط الترابط ومسارات الإتجار داخل الخلايا لمغاير بي سي آر عناصر من كلا المستقبلين الأم، ولكنها قد تنتج أيضًا تأثيرات دوائية غير متوقعة، مما يجعل مثل هذه المتغايرات تركيزًا مهمًا للبحث الحالي.[18][19][20][21][22]